# Leucascus roseus
Leucascus roseus är en svampdjursart som beskrevs av Lanna, Rossi, Cavalcanti, Hajdu och Klautau 2007. Leucascus roseus ingår i släktet Leucascus och familjen Leucascidae. Inga underarter finns listade i Catalogue of Life.